# Волар (сазвежђе)
Волар (лат. Boōtēs) је сазвежђе северне хемисфере и једно од 48 оригиналних Птолемејевих сазвежђа. Његов назив долази од представе да Велика кола (астеризам у Великом медведу) вуку волови којима управља волар. Међутим, у класичној представи, Волар је ловац који гони мечку и њено мече (Велики и Мали медвед) водећи пар ловачких паса (сазвежђе Ловачки пси).
У Волару се налази и део некадашњег сазвежђа Quadrant Muralis (зидни квадрант), које је 1922. године укинуто и подељено између Волара и Змаја. Назив метеорског роја Квадрантиди потиче од имена Quadrant Muralis, а радијант им се налази у Волару.